# Las Margaritas (Getafe)
Las Margaritas es un barrio de Getafe (Comunidad de Madrid, España). Está situado en la zona centro-norte de la ciudad, junto al Barrio Centro.

## Historia y características
También llamado como las Margas, es un barrio construido en los años 1960, de poca extensión pero con muchas calles concentradas y varias plazas. La población en 2005 era de 11.368 habitantes.

## Equipamientos
Hay varios colegios e institutos públicos, las instalaciones de la Universidad Carlos III de Madrid y la residencia de estudiantes.
Las farolas del barrio tienen en lo alto una margarita. Las fiestas del barrio se celebran a finales del mes de septiembre.

## Transporte
Aparte de las líneas de autobús que atraviesan el barrio, tiene la estación de Las Margaritas-Universidad de la Línea C-4 de tren de Cercanías Madrid, y la estación de metro más cercana al barrio es la de Juan de la Cierva, del Metrosur.